# فانغشنغانغ
فانغشنغانغ (بالصينية: 防城港市) هي مدينة من مدن الصين. يبلغ عدد سكانها 717966 نسمة حسب إحصائيات سنة 2004. تبلغ مساحتها 6181 كم².

## توأمة
لفانغشنغانغ اتفاقيات توأمة مع:
- جيشوف (28 أكتوبر 2011 - )[2]

## وصلات خارجية
- الموقع الرسمي